# 髙村祐
髙村 祐（たかむら ひろし、1969年9月2日 - ）は、栃木県宇都宮市出身の元プロ野球選手（投手）、プロ野球コーチ。

## 経歴

### プロ入り前
宇都宮市立西小学校時代、クラブチーム・西あかつきで小学3年生から野球を始める。宇都宮市立一条中学校を経て、県立宇都宮南高校に入学。第58回選抜高等学校野球大会で準優勝を果たす。その後、法政大学に進学。野球部同期に諸積兼司、3学年後輩に稲葉篤紀がいる。実力は申し分無くチームのエースとして活躍したシーズンもあった（1990年春の東京六大学リーグ戦で最優秀防御率を獲得）が、最上級生として迎えたシーズンでは目立った活躍もなくプロのスカウトにアピールすることができなかった。しかし4年秋、スポーツ紙に東京六大学野球リーグ戦で150キロを記録したと書かれたこともある。リーグ戦通算16勝8敗。
1991年のドラフトにおいて近鉄バファローズから1位指名を受け、入団。ビデオで高村の投球を見た近鉄監督・仰木彬が、スカウトから競合無しの単独1位で獲得できる状況を説明されて「本当なのか!?」と驚いたエピソードがある。

### 近鉄時代
1992年（1年目）から13勝を挙げ、自身と同い年で同じ1991年1位指名の福岡ダイエーホークスの若田部健一を抑え新人王に選出される。学生時代、若田部がバルセロナ五輪予選日本代表入りしたのに対し高村は代表落ちし、ドラフトでも若田部の4球団競合に対し高村は近鉄のみの指名と若田部より低い評価だったが、それを逆転させた（但し若田部も、新人王を争ったことに対してパ・リーグ会長特別賞を受賞している）。通算勝ち星は、高村が若田部より12勝多い。
1993年は2年目のジンクスに陥り、5勝11敗、防御率4.96と不本意な成績でシーズンを終えた。
1994年は前半戦2勝6敗と大きく負け越したがオールスター明けから6連勝を記録するなどチームの好調の波に乗った。前年同様防御率4点台と安定感を欠いたが、9勝10敗とやや盛り返した。
1995年は故障の影響で10試合の登板で5勝4敗の成績で終わった。ただ3完投を記録した他、防御率は1点台だった。
1996年は初の開幕投手を務め4連勝したものの、その後は勝ち星に恵まれず8月半ばに故障離脱し7勝8敗に留まった。
1997年の開幕戦では2年連続開幕投手に指名され、大阪ドーム初の公式戦で先発し、8回2失点で勝利投手となった。しかし、その後は前年とほぼ同じ成績しか残せず勝ち星を1つ上積みして8勝しただけだったが4年ぶりに規定投球回はクリアした。
1998年は3年連続で開幕投手を務めたが、負け数が先行しリーグ最多の14敗を記録した。規定投球回への到達はこの年が最後となった。
1999年7月2日の千葉ロッテマリーンズ戦で、それまで無失点と好投していたが、7回裏2死1、2塁の場面でダブルスチールをしかけられ、その時の投球を的山哲也が捕逸したため二塁走者の大塚明がホームイン。これに切れた高村はグラウンドにグラブを投げつけ、一塁走者の堀幸一まで生還させた。この年はホーム開幕投手となったが膝の手術の影響か精彩を欠き、16試合の登板に終わり、3勝6敗、防御率4.24の成績で終わった。
2000年も17試合の登板に留まり前年同様3勝しか挙げられなかった。
2001年5月1日の対日本ハムファイターズ戦で初回先頭打者の井出竜也に初球を本塁打されるも完投。しかしチームは0－1で敗れ、史上初の“初球負け”を記録する。この年近鉄はリーグ優勝を果たしたが、髙村は5勝9敗防御率4.92と成績を残せず日本シリーズでの登板機会はなかった。
2002年も安定感を欠きシーズン半ばに中継ぎに回ったりもあったが、29試合の登板で9勝10敗を記録した。
2003年は当初は先発だったが、前年オフに絶対的な守護神だった大塚晶文が中日ドラゴンズに移籍したことで、抑えを固定できなかったチーム事情からシーズン途中から抑えを任され、9セーブを挙げた。
2004年シーズン途中、東京中日スポーツにて読売ジャイアンツの元木大介との交換トレードに関する誤報があり訂正記事が出された。同年は近鉄最後の年となり、オフにオリックス・ブルーウェーブと合併することが決定した。9月24日、近鉄の本拠地・大阪ドーム主催最終戦（対西武ライオンズ戦）で先発投手を務めた。同年は前年序盤以来となる先発に復帰したが、13試合で2勝2敗、防御率4.75の成績に終わった。

### 楽天時代
2004年オフ、分配ドラフトを経て東北楽天ゴールデンイーグルスに入団。
2005年はわずか1試合しか登板できず、オフに戦力外通告を受けた。

### 引退後
戦力外通告後、12球団合同トライアウトに参加し、その後横浜ベイスターズと中日ドラゴンズの入団テストを受ける。しかし不採用となり、髙村と同じく近鉄ドラフト1位でプロ入りし自身と同時に楽天を自由契約になった小池秀郎と共に、NOMOベースボールクラブに復帰へ向け参加（小池は現役投手兼コーチ、髙村は部外者として練習参加）。
2006年10月6日、楽天の二軍投手育成コーチ就任。
2009年より同二軍投手コーチ。
2012年より再び二軍投手育成コーチ。美馬学、釜田佳直の活躍をサポート。
2015年に一軍投手コーチに就任するがチーム防御率リーグ最下位に低迷し、同年10月7日退団。
2016年から福岡ソフトバンクホークスの二軍投手コーチに就任することが発表された。
2017年からは一軍投手コーチ。2022年から二軍投手コーチを務め、2023年退団。
2024年2月1日、母校・法政大学の野球部助監督に就任したことが発表された。

## 詳細情報

### 年度別投手成績
| 年 度      | 球 団      | 登 板 | 先 発 | 完 投 | 完 封 | 無 四 球 | 勝 利 | 敗 戦 | セ 丨 ブ | ホ 丨 ル ド | 勝 率 | 打 者 | 投 球 回 | 被 安 打 | 被 本 塁 打 | 与 四 球 | 敬 遠 | 与 死 球 | 奪 三 振 | 暴 投 | ボ 丨 ク | 失 点 | 自 責 点 | 防 御 率 | W H I P |
| ---------- | ---------- | ----- | ----- | ----- | ----- | -------- | ----- | ----- | -------- | ----------- | ----- | ----- | -------- | -------- | ----------- | -------- | ----- | -------- | -------- | ----- | -------- | ----- | -------- | -------- | ------- |
| 1992       | 近鉄       | 28    | 28    | 3     | 1     | 0        | 13    | 9     | 0        | --          | .591  | 765   | 180.0    | 156      | 26          | 71       | 0     | 9        | 153      | 4     | 0        | 69    | 63       | 3.15     | 1.26    |
| 1993       | 近鉄       | 23    | 22    | 5     | 0     | 1        | 5     | 11    | 0        | --          | .313  | 581   | 132.1    | 137      | 18          | 52       | 1     | 4        | 128      | 6     | 0        | 78    | 73       | 4.96     | 1.43    |
| 1994       | 近鉄       | 24    | 22    | 4     | 2     | 1        | 9     | 10    | 0        | --          | .474  | 551   | 125.2    | 142      | 9           | 36       | 2     | 3        | 130      | 2     | 0        | 74    | 65       | 4.66     | 1.42    |
| 1995       | 近鉄       | 10    | 10    | 3     | 1     | 0        | 5     | 4     | 0        | --          | .556  | 306   | 75.1     | 64       | 4           | 23       | 0     | 5        | 69       | 3     | 0        | 23    | 16       | 1.91     | 1.15    |
| 1996       | 近鉄       | 18    | 18    | 7     | 2     | 1        | 7     | 8     | 0        | --          | .467  | 525   | 125.2    | 112      | 10          | 50       | 3     | 1        | 82       | 4     | 0        | 61    | 55       | 3.94     | 1.29    |
| 1997       | 近鉄       | 23    | 23    | 3     | 1     | 0        | 8     | 9     | 0        | --          | .471  | 657   | 145.2    | 171      | 9           | 61       | 1     | 6        | 95       | 3     | 1        | 82    | 77       | 4.76     | 1.59    |
| 1998       | 近鉄       | 25    | 25    | 4     | 3     | 0        | 8     | 14    | 0        | --          | .364  | 702   | 159.0    | 161      | 20          | 74       | 5     | 9        | 83       | 9     | 0        | 91    | 86       | 4.87     | 1.48    |
| 1999       | 近鉄       | 16    | 16    | 0     | 0     | 0        | 3     | 6     | 0        | --          | .333  | 408   | 91.1     | 94       | 11          | 50       | 2     | 6        | 48       | 2     | 1        | 49    | 43       | 4.24     | 1.58    |
| 2000       | 近鉄       | 17    | 12    | 0     | 0     | 0        | 3     | 5     | 0        | --          | .375  | 301   | 68.1     | 65       | 6           | 35       | 1     | 2        | 41       | 4     | 0        | 38    | 37       | 4.87     | 1.46    |
| 2001       | 近鉄       | 21    | 21    | 2     | 0     | 0        | 5     | 9     | 0        | --          | .357  | 431   | 93.1     | 107      | 18          | 50       | 2     | 4        | 68       | 6     | 0        | 58    | 51       | 4.92     | 1.68    |
| 2002       | 近鉄       | 29    | 20    | 0     | 0     | 0        | 9     | 10    | 0        | --          | .474  | 600   | 137.0    | 146      | 22          | 49       | 4     | 3        | 97       | 4     | 0        | 67    | 63       | 4.14     | 1.42    |
| 2003       | 近鉄       | 39    | 9     | 0     | 0     | 0        | 6     | 4     | 9        | --          | .600  | 358   | 80.1     | 87       | 10          | 34       | 2     | 1        | 65       | 4     | 0        | 39    | 37       | 4.15     | 1.51    |
| 2004       | 近鉄       | 13    | 11    | 1     | 0     | 0        | 2     | 2     | 0        | --          | .500  | 270   | 60.2     | 69       | 11          | 28       | 0     | 3        | 35       | 3     | 0        | 32    | 32       | 4.75     | 1.60    |
| 2005       | 楽天       | 1     | 1     | 0     | 0     | 0        | 0     | 1     | 0        | 0           | .000  | 15    | 2.0      | 8        | 1           | 1        | 0     | 0        | 0        | 0     | 0        | 9     | 9        | 40.50    | 4.50    |
| 通算：14年 | 通算：14年 | 287   | 238   | 32    | 10    | 3        | 83    | 102   | 9        | 0           | .449  | 6470  | 1476.2   | 1519     | 175         | 614      | 23    | 56       | 1094     | 54    | 2        | 770   | 707      | 4.31     | 1.44    |

- 各年度の太字はリーグ最高

### 表彰
- 新人王（1992年）

### 記録
初記録
- 初登板・初先発登板：1992年4月8日、対日本ハムファイターズ2回戦（藤井寺球場）、2回2/3を4失点で敗戦投手
- 初奪三振：同上、2回表に片岡篤史から
- 初勝利・初先発勝利・初完投勝利・初完封勝利：1992年5月2日、対千葉ロッテマリーンズ4回戦（千葉マリンスタジアム）
- 初セーブ：2003年6月28日、対日本ハムファイターズ15回戦（東京ドーム）、9回裏に5番手で救援登板・完了、1回無失点

節目の記録
- 1000投球回：1999年6月6日、対福岡ダイエーホークス12回戦（大阪ドーム）、4回表2死目に松中信彦を一塁ゴロで達成 ※史上279人目
- 1000奪三振：2003年4月10日、対千葉ロッテマリーンズ2回戦（千葉マリンスタジアム）、1回裏にサブローから ※史上110人目

その他の記録
- オールスターゲーム出場：2回 （1996年、1998年）

### 背番号
- 24 （1992年 - 2005年）
- 84 （2007年 - 2015年）
- 98 （2016年 - 2023年）

### 登録名
- 高村 祐 （1992年 - 2000年）
- 髙村 祐 （2001年 - 2005年）